# Élections aux Cortes d'Aragon de 1995
Les élections aux Cortes d'Aragon de 1995 (en espagnol : Elecciones a las Cortes de Aragón de 1995) se tiennent le dimanche 28 mai 1995, afin d'élire les 67 députés de la IVe législature des Cortes d'Aragon pour un mandat de quatre ans.

## Contexte
Le 10 juillet 1991, le nationaliste Emilio Eiroa est investi président de la Députation générale par les Cortes et prend la tête d'un gouvernement de coalition entre son Parti aragonais (PAR) et le Parti populaire (PP).
Le Parti socialiste ouvrier espagnol (PSOE) annonce le 6 septembre 1993 le dépôt d'une motion de censure, après que l'exécutif régional a conclu une convention avec Antena 3 pour la diffusion de 800 heures d'émissions centrées sur l'Aragon en échange d'une subvention de plus d'un milliard de pesetas, le contrat étant entaché d'irrégularités légales et administratives. Avec le soutien de la Gauche unie (IU) et d'un indépendant ayant appartenu au PP, la motion recueille le 15 septembre suivant la majorité requise de 34 voix favorables, conduisant à l'élection du socialiste José Marco à la direction du gouvernement régional.
À peine un an après son accession au pouvoir, José Marco est mis en cause dans une affaire d'espionnage à des fins politiques, puis de corruption par l'attribution de marchés publics de travaux à des membres de sa famille, ce qui motive le Parti aragonais à déposer à son tour une motion de censure, qui est débattue le 20 décembre 1994,. Bien que la motion soit rejetée le lendemain tard, le président de la Députation générale finit par démissionner et se trouve relevé de ses fonctions le 18 janvier 1995.
Après que les Cortes ont rejeté par deux fois la candidature d'Ángela Abós (es) par 33 voix contre et 31 pour à la fin du mois, tous les groupes parlementaires s'accordent pour que le président par intérim Ramón Tejedor se maintienne dans ces fonctions jusqu'à la tenue des élections parlementaires.

## Mode de scrutin
Les Cortes d'Aragon (Cortes de Aragón) est une assemblée parlementaire monocamérale constituée de 67 députés (diputados) élu pour une législature de quatre ans au suffrage universel direct selon les règles du scrutin proportionnel d'Hondt par l'ensemble des personnes résidant dans la communauté autonome où résidant momentanément à l'extérieur de celle-ci, si elles en font la demande.

### Convocation du scrutin
Conformément à l'article 18 du statut d'autonomie de l'Aragon, les Cortes sont élues pour un mandat de quatre ans. L'article 11 de la loi électorale aragonaise du 18 février 1987 précise que les élections sont convoquées au moyen d'un décret du président de la Députation générale d'Aragon « dans les délais prévus par la loi organique relative au régime électoral général » afin que le scrutin se tienne le quatrième dimanche du mois de mai, tous les quatre ans.

### Nombre de députés par circonscription
Puisque l'article 19 du statut d'autonomie prévoit que « les Cortes seront composées par un nombre de députés compris entre 60 et 75 », l'article 13 de la loi électorale dispose que le nombre de parlementaires est fixé à 67 et attribue à chaque circonscription 13 sièges, les 28 mandats restant étant distribués en fonction de la population provinciale, l'article 12 énonce effectivement que « chaque province constitue une circonscription électorale. »
Le décret de convocation des élections, publié le 4 avril 1995, dispose que la circonscription de Huesca se voit attribuer 18 députés, la circonscription de Teruel 16 députés et la circonscription de Saragosse 33 députés.

### Présentation des candidatures
Peuvent présenter des candidatures, : 
- les partis et fédérations de partis inscrits auprès des autorités ;
- les coalitions de partis et/ou fédérations inscrites auprès de la commission électorale au plus tard dix jours après la convocation du scrutin ;
- les groupes d'électeurs bénéficiant du parrainage d'au moins 1 % des électeurs de la circonscription.

### Répartition des sièges
Seules les listes ayant recueilli au moins 3 % des suffrages exprimés dans une circonscription peuvent participer à la répartition des sièges à pourvoir dans cette circonscription, qui s'organise en suivant différentes étapes : 
- les listes sont classées en une colonne par ordre décroissant du nombre de suffrages obtenus ;
- les suffrages de chaque liste sont divisés par 1, 2, 3... jusqu'au nombre de députés à élire afin de former un tableau ;
- les mandats sont attribués selon l'ordre décroissant des quotients ainsi obtenus[17].

## Campagne

### Principales forces politiques
| Force politique | Force politique                                                     | Force politique | Chef de file                                              | Idéologie                                                                     | Résultats en 1991          |
| --------------- | ------------------------------------------------------------------- | --------------- | --------------------------------------------------------- | ----------------------------------------------------------------------------- | -------------------------- |
|                 | Parti socialiste ouvrier espagnol Partido Socialista Obrero Español | PSOE            | Marcelino Iglesias (Président de la députation de Huesca) | Centre gauche Social-démocratie, progressisme, régionalisme                   | 40,8 % des voix 30 députés |
|                 | Parti aragonais Partido Aragonés                                    | PAR             | Emilio Eiroa (Président de la Députation générale)        | Centre à centre droit Nationalisme aragonais, conservatisme                   | 25,1 % des voix 17 députés |
|                 | Parti populaire Partido Popular                                     | PP              | Santiago Lanzuela (Conseiller à l'Économie)               | Centre droit à droite Libéral-conservatisme, démocratie chrétienne, unionisme | 21,0 % des voix 17 députés |
|                 | Gauche unie Izquierda Unida                                         | IU              | Miguel Ángel Fustero                                      | Gauche radicale Écosocialisme, communisme, républicanisme                     | 6,8 % des voix 3 députés   |
|                 | Chunta Aragonesista Junte aragonaisiste                             | CHA             | Chesús Bernal (es)                                        | Gauche Socialisme démocratique, nationalisme aragonais                        | 2,3 % des voix 0 député    |

## Résultat

### Total régional
| Représentation en hémicycle sur un axe gauche-droite du résultat. |                                          |         |       |       |        |               |
| Partis                                                            | Partis                                   | Voix    | %     | +/-   | Sièges | +/-           |
|                                                                   | Parti populaire (PP)                     | 262 899 | 38,16 | 17,17 | 27     | 10            |
|                                                                   | Parti socialiste ouvrier espagnol (PSOE) | 179 331 | 26,03 | 14,79 | 19     | 11            |
|                                                                   | Parti aragonais (PAR)                    | 143 272 | 20,80 | 4,25  | 14     | 3             |
|                                                                   | Gauche unie (IU)                         | 64 367  | 9,34  | 2,54  | 5      | 2             |
|                                                                   | Chunta Aragonesista (CHA)                | 34 043  | 4,94  | 2,62  | 2      | 2             |
|                                                                   | Autres                                   | 4 965   | 0,72  | –     | 0      | en stagnation |
|                                                                   |                                          |         |       |       |        |               |
| Votes valides                                                     | Votes valides                            | 688 877 | 97,83 |       |        |               |
| Votes blancs                                                      | Votes blancs                             | 11 082  | 1,57  |       |        |               |
| Votes nuls                                                        | Votes nuls                               | 4 196   | 0,60  |       |        |               |
| Total                                                             | Total                                    |         | 100   | –     | 67     | en stagnation |
| Abstentions                                                       | Abstentions                              | 279 770 | 28,43 |       |        |               |
| Inscrits / Participation                                          | Inscrits / Participation                 | 983 925 | 71,57 |       |        |               |

### Par circonscription
|             |             |         |         |               |               |         |         |               |               |         |         |               |               |  |  |  |  |  |  |
| Sièges      | Sièges      | 18      | 18      | en stagnation | en stagnation | 16      | 16      | en stagnation | en stagnation | 33      | 33      | en stagnation | en stagnation |  |  |  |  |  |  |
|             |             |         |         |               |               |         |         |               |               |         |         |               |               |  |  |  |  |  |  |
|             |             | Nombre  | Nombre  | %             | %             | Nombre  | Nombre  | %             | %             | Nombre  | Nombre  | %             | %             |  |  |  |  |  |  |
| Inscrits    | Inscrits    | 172 633 | 172 633 | 100,00        | 100,00        | 116 520 | 116 520 | 100,00        | 100,00        | 694 772 | 694 772 | 100,00        | 100,00        |  |  |  |  |  |  |
| Abstentions | Abstentions | 46 514  | 46 514  | 26,94         | 26,94         | 29 493  | 29 493  | 25,31         | 25,31         | 203 763 | 203 763 | 29,33         | 29,33         |  |  |  |  |  |  |
| Votants     | Votants     | 126 119 | 126 119 | 73,06         | 73,06         | 87 027  | 87 027  | 74,69         | 74,69         | 491 009 | 491 009 | 70,67         | 70,67         |  |  |  |  |  |  |
| Nuls        | Nuls        | 848     | 848     | 0,67          | 0,67          | 613     | 613     | 0,70          | 0,70          | 2 735   | 2 735   | 0,56          | 0,56          |  |  |  |  |  |  |
| Blancs      | Blancs      | 2 076   | 2 076   | 1,65          | 1,65          | 1 223   | 1 223   | 1,41          | 1,41          | 7 783   | 7 783   | 1,59          | 1,59          |  |  |  |  |  |  |
| Exprimés    | Exprimés    | 123 195 | 123 195 | 97,68         | 97,68         | 85 191  | 85 191  | 97,89         | 97,89         | 480 491 | 480 491 | 97,85         | 97,85         |  |  |  |  |  |  |
|             |             |         |         |               |               |         |         |               |               |         |         |               |               |  |  |  |  |  |  |
| Partis      | Partis      | Voix    | %       | Sièges        | +/-           | Voix    | %       | Sièges        | +/-           | Voix    | %       | Sièges        | +/-           |  |  |  |  |  |  |
|             | PP          | 41 734  | 33,88   | 7             | 3             | 35 291  | 41,13   | 7             | 1             | 185 874 | 38,68   | 13            | 6             |  |  |  |  |  |  |
|             | PSOE        | 39 539  | 32,09   | 6             | 2             | 27 215  | 31,95   | 5             | 2             | 112 577 | 23,43   | 8             | 7             |  |  |  |  |  |  |
|             | PAR         | 26 957  | 21,88   | 4             | 1             | 15 818  | 18,57   | 3             | en stagnation | 100 497 | 20,92   | 7             | 2             |  |  |  |  |  |  |
|             | IU          | 8 525   | 6,92    | 1             | en stagnation | 4 808   | 5,64    | 1             | 1             | 51 034  | 10,62   | 3             | 1             |  |  |  |  |  |  |
|             | CHA         | 5 136   | 4,17    | 0             | en stagnation | 1 827   | 2,14    | 0             | en stagnation | 27 080  | 5,64    | 2             | 2             |  |  |  |  |  |  |
|             | Autres      | 1 304   | 1,06    |               |               | 232     | 0,27    |               |               | 3 429   | 0,71    |               |               |  |  |  |  |  |  |